# 布雷塞
布雷塞（法語：Brécey，法語發音：[bʁesɛ]）是法国芒什省的一个市镇，属于阿夫朗什区。

## 地理
布雷塞（48°43'29"N, 1°9'59"W）面积20.96 平方千米，位于法国诺曼底大区芒什省，该省份为法国西北部沿海省份，西、北、东北三面环大西洋，东起顺时针与卡爾瓦多斯省、奧恩省、马耶讷省和伊勒-维莱讷省接壤。
与布雷塞接壤的市镇（或旧市镇、城区）包括：莱洛日叙布雷塞、莱克雷奈、大塞朗、利瓦圣母村、小塞朗、雷菲韦耶、圣乔治德利瓦、圣洛朗德屈沃、韦尔尼。

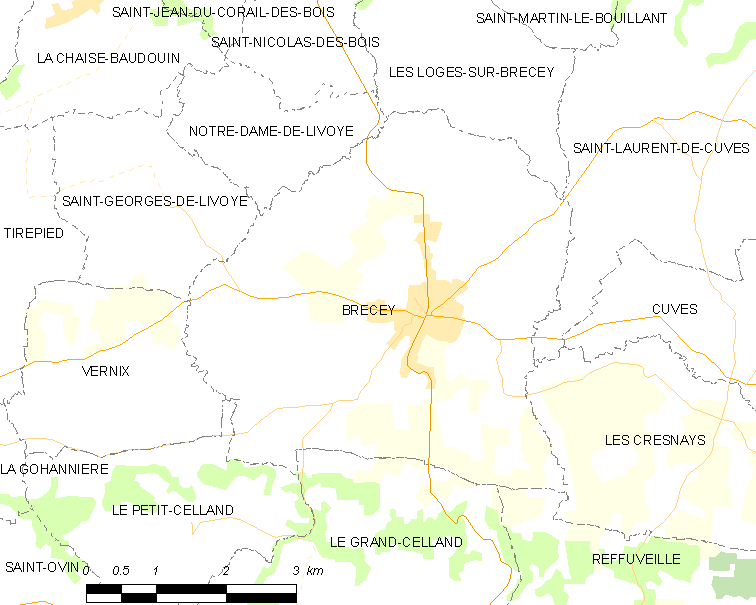
布雷塞的OSM定位图

布雷塞的时区为UTC+01:00、UTC+02:00（夏令时）。

## 行政
布雷塞的邮政编码为50370，INSEE市镇编码为50074。

## 政治
布雷塞所属的省级选区为伊西尼-勒比阿县。

## 人口

1962-2008年间布雷塞人口变化图示

布雷塞于2022年1月1日时的人口数量为2166人。